# Cirkus Empati
Cirkus Empati är en organisation som arbetar mot cirkusar där djur medverkar, vilket man ser som en form av utnyttjande. Under parollen "Underhållning - Ja! Djurhållning - Nej!" försöker man få politiker och vanliga människor att inse att djurcirkus är djurplågeri. 
Tranås blev i april 2004 första kommun i Sverige att besluta att inte hyra ut mark till djurcirkusar. Motionen lades av den moderate politikern Anders Wilander. I andra länder har många kommuner redan tagit samma beslut. Miljöpartiet de Gröna vill förbjuda att djur används i cirkus.

## Exempel på djurfria cirkusar
- I Sverige:
  - Cirkus Cirkör
  - Cirkity Gravikus
  - Cirkus Elvira
  - Cirkus Empati Show

- I resten av världen:
  - Cirque du Soleil
  - Moscow State Circus